# Montcléra
Montcléra é uma comuna francesa na região administrativa de Occitânia, no departamento de Lot. Estende-se por uma área de 20,91 km². Em 2010 a comuna tinha 272 habitantes (densidade: 13 hab./km²).